# ناتالیا ایوانووا (تکواندوکار)
ناتالیا ایوانووا (روسی: Наталья Николаевна Иванова؛ زادهٔ ۱ سپتامبر ۱۹۷۱) ورزشکار تکواندو اهل روسیه است.
وی همچنین برندهٔ جوایزی همچون نشان دوستی شده‌است.
وی در مسابقات کشوری و بین‌المللی در مجموع برندهٔ ۳ مدال طلا و ۲ مدال نقره شده‌است.